# Bila Bereza, Hluhiv
Bila Bereza (în ucraineană Біла Береза) este un sat în comuna Ulanove din raionul Hluhiv, regiunea Sumî, Ucraina.

## Demografie
Componența lingvistică a localității Bila Bereza
     Ucraineană (71,43%)
     Rusă (28,57%)
Conform recensământului din 2001, majoritatea populației localității Bila Bereza era vorbitoare de ucraineană (71,43%), existând în minoritate și vorbitori de rusă (28,57%).